# مجريس
مجريس أو بني مجريس (جمعها: المجريسيون أو المجارسة) هي أحد بطون قبيلة هوارة، سميت على اسم أمهم مجريس، تسكن في ليبيا وأيضاً تسكن بمصر والشام عندما هاجر الهواريين من غرب ليبيا إلى ناحية الشرق

## موطنها الاصلي
مدينة جنزور غرب العاصمة الليبية طرابلس التي أسسها المجريسيون وأخوتهم من الأب التاسيون ومن بعدها انتشرت مع الهجرات الكبرى للقبائل الليبيه إلى الشرق الليبي ومصر وفلسطين وتونس.

## مدن وقرى يسكنون بها
- جنزور غرب العاصمة الليبية طرابلس
- زاوية جنزور بالقرب من طبرق بليبيا
- جنزور بمحافظة جنين شرق الضفة الغربية
- مجريس أحد قري مركز صدفا بمصر
- جنزور أحد قري مركز بركة السبع بمصر
- منشية جنزور أحد قري مركز طنطا بمصر
- كفر جنزور أحد قري مركز تلا بمصر